# 日本ダンススポーツ連盟
公益社団法人日本ダンススポーツ連盟（にほんダンススポーツれんめい、英: Japan DanceSport Federation、略称：JDSF）は、ダンススポーツ（スタンダード&ラテン、ブレイキン）の振興を目的とした日本における競技ダンスの国内競技連盟。世界ダンススポーツ連盟（World Dance Sport Federation：WDSF）の日本代表組織であり、 世界88の国・地域のダンススポーツ組織と協力して、世界選手権、アジア太平洋選手権ほかの国際公式競技会の開催、ダンススポーツの普及等の活動を展開。

## 歴史
1977年4月1日、全日本学生舞踏連盟、日本アマチュア競技ダンス連盟および日本社会人ダンス連盟が一体となってJDSFの前身である日本アマチュアダンス協会を設立。
1980年、日本アマチュア競技ダンス連盟設立、国際アマチュアダンス評議会（のちの国際ダンススポーツ連盟）に加盟。
1986年、日本社会人ダンス連盟（NSDR）が設立。
1999年、日本アマチュアダンス協会（JADA）から、日本ダンススポーツ連盟（JDSF）となる、日本アマチュア競技ダンス連盟（LACD）はJDSFの内部組織である日本ダンススポーツ連盟アマチュアリーグ（Aリーグ）となる。また、全日本学生競技ダンス連盟はJDSFの加盟団体となる。日本スポーツ協会に準加盟。
2002年、社団法人化。
2007年、日本オリンピック委員会に正式加盟。
2011年、公益社団法人に移行。
2019年11月9日〜10日、全日本ブレイキン選手権を第39回三笠宮杯全日本ダンススポーツ選手権大会と同時開催。

## 所在地
東京都江東区有明3丁目4番2号　有明センタービル1階

## 主催または主管する競技会
- 三笠宮杯全日本ダンススポーツ選手権大会
- 全日本ブレイキン選手権
- JOCジュニアオリンピックカップ全日本選手権ジュニア
- 全日本選手権ダンススポーツ選手権ジュブナイル
- 全日本選手権ダンススポーツ選手権ミドルシニア
- 全日本選手権ダンススポーツ選手権シニア
- オールジャパンジュニアダンススポーツカップ
- ダンススポーツグランプリ（年4回開催）
- 東京インターナショナルオープン選手権
- 全日本選手権10ダンス
- 公認級別競技会
- 内閣総理大臣賞争奪都道府県対抗全国ダンススポーツ大会

## ダンススポーツランキング
年間全日本ランキング、その年の三笠宮杯全日本ダンススポーツ選手権大会とダンススポーツグランプリの成績により得られるポイントで決定される。ランキングにより、WDSFの世界選手権、ワールドカップ、アジア選手権の出場権を決定するとともに、強化選手の選考、オリンピック関連競技会等の代表選手の選考基準となる。

## 主な事業
- ダンススポーツ競技会の実施、認定及び競技規則の制定
- ダンススポーツに関する講習会等の実施及び啓発・普及活動
- ダンススポーツ競技者、指導者及び審判員の育成
- ダンススポーツ競技者、指導者及び審判員等の認定、資格付与及び規則の制定
- ダンススポーツ技術に関する認定、資格付与及び規則の制定
- ダンススポーツに関するサークル、クラブの育成及び認定
- ダンススポーツに関する用具の検定、技術の研究、競技会システム及び審判システムの開発並びに供与
- 機関誌等刊行物の発行
- ダンススポーツに関する国際的競技会及び国際会議への代表者の派遣並びに海外からの選手、役員及び指導者の招聘
- 国際オリンピック委員会（IOC）に承認されたダンススポーツ国際組織に加盟してその行う事業への協力及び相互理解の促進
- 日本オリンピック委員会（JOC）などの国内スポーツ組織への加盟及びその事業への協力
- その他、この法人の目的を達成するために必要な事業

## 上部組織
- 世界ダンススポーツ連盟
- 日本オリンピック委員会
- 日本スポーツ協会

## 加盟組織
- 都道府県ダンススポーツ連盟

## 備考
2017年、渋谷スクランブル交差点の街頭ビジョンに日本ダンススポーツ連盟（JDSF）×TVアニメ『ボールルームへようこそ』コラボCM動画を放送。